# Falketind (Dovre)
Der Falketind ist ein 1684 moh. hoher Berg in Norwegen. Er stellt den dritthöchsten Berg im Dovre-Nationalpark dar. Er liegt in der Provinz Innlandet und gehört zur Gemeinde Dovre. Die Schartenhöhe des Berges beträgt 225 m. Die Dominanz zum nächsthöheren Berg, dem Halvfarhø, beträgt 2,9 km.